# Jeanie Bryson
Jeanie Bryson, née le 10 mars 1958, est une chanteuse américaine qui chante une combinaison de jazz, de pop et de musique latine. Son répertoire est basé sur les standards jazz et pop du Great American Songbook de Peggy Lee et de Dinah Washington.
Bryson est la fille du trompettiste Dizzy Gillespie.